# Alberto di Biandrate
Alberto di Biandrate o Alberto di Blandrate (Italia settentrionale, dopo il 1050 – prima del 1119) fu un importante nobile e crociato piemontese noto per il suo ruolo nella prima crociata (1096-1099), nella crociata del 1101 e negli eventi politici e militari che seguirono in Terra Santa.

## Biografia
Nacque probabilmente dopo il 1050 e pare discendesse da una famiglia longobarda che estendeva il suo dominio su Pombia, la Val d'Ossola e la Valsesia, e che dal primo feudo prendeva il nome, «anche se nelle fonti è ricordato come conte di Biandrate». Divenne conte di Biandrate intorno al 1087.
Prese parte alla prima crociata, distinguendosi nell'assedio di Antiochia sotto il contingente guidato da Boemondo e Tancredi d'Altavilla, i quali formavano parte delle forze normanne e italiane. Partecipò inoltre alla crociata del 1101. Tornato in Italia, Alberto si dedicò alla gestione dei suoi territori nel Biellese e nel Piemonte orientale. Come membro di una delle famiglie comitali più influenti della regione, continuò a esercitare un ruolo significativo nella politica locale e nelle alleanze con altre famiglie nobili.
Dagli atti emessi dal conte si desume che morì sicuramente prima del 1119.